# Kambia (Sierra Leone)
Kambia è un centro abitato della Sierra Leone, situato nella Provincia del Nord e in particolare nel Distretto di Kambia, del quale è il capoluogo.